# Wapen van Friesland

Het grote wapen

Het kleine wapen

Het wapen van de provincie Friesland, sinds 1997 provincie Fryslân, werd officieel vastgesteld bij koninklijk besluit van 11 februari 1958, no. 18. Dit gebeurde nadat de Provinciale Staten van Friesland op 9 juli 1957 besloten een verzoek te richten aan Hare Majesteit de Koningin.
De voorgeschiedenis van het Friese wapen is nauw verweven met het streven van de graven van Henegouwen en de hertogen van Bourgondië om hun invloed vanuit West-Friesland uit te breiden naar de huidige provincies Friesland en Groningen. Volgens een bekende middeleeuwse traditie was Friesland ooit een van de legendarische zeventien christelijke koninkrijken. Door terug te verwijzen naar deze mythische voorgeschiedenis wilde men aanspraak maken op de titel 'koning van Friesland'. Er is daarom sprake van een pretentiewapen. Er waren twee varianten van dit gepretendeerde koningswapen in omloop:
- Wapens met schuinbalken en pompeblêden, die tot de voorlopers van de huidige vlag van Friesland en het wapen van de provincie Groningen behoren
- Wapens met afbeeldingen van twee leeuwen, die voorlopers vormen van de wapens van de provincies Fryslân en Noord-Holland en de regio West-Friesland

In andere versies van het Friese wapen staat juist het verzet tegen de Bourgondisch-Habsburgse annexatiedrang voorop. De belangrijkste daarvan zijn wapens waarin de rijksadelaar als symbool van de Friese Vrijheidsprivileges centraal staat. Andere wapens waarin groene of verdorde bomen figureren, gaat vermoedelijk terug op de vrijheidstraditie van de Upstalsboom. Deze de boom komt voor in het wapen van de Ostfriesische Landschaft, in een aantal West-Friese gemeentewapens en mogelijk ook in het wapen van Zevenwouden. Vergelijkbaar hiermee is ten slotte de traditie van het Magnusvaan.

## Heraldische beschrijving
In azuur twee boven elkaar geplaatste gaande leeuwen van goud, vergezeld van zeven liggende blokjes van goud, geplaatst 2-2-3. Het schild gedekt met een gouden kroon van vijf bladeren en vier paarlen en gehouden door twee klimmende leeuwen van goud.

## Geschiedenis: wapens met pompeblêden

### Koninkrijk Friesland

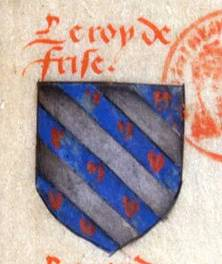
Wapen van de koning van Friesland (ca. 1470)
(Armorial de la Mazarihenne ou Prince de Vienne, Parijs: Bibliothèque de la Mazarine)

#### Ontstaan vanaf ±1280
In Franse wapenboeken komen vanaf het einde van de dertiende eeuw verschillende wapens van de koning van Friesland (Le Roy de Frise) voor, meest met zilveren balken (of schuinbalken) en zilveren munten (bezanten), harten of waterleliebladeren op een blauw veld. Het wapenboek van Wijnbergen (±1280) verwisselt daarentegen het wapen van le roy de Frisonie met dat van Griffonie (Griekenland) en tekent daarbij een rode griffioen in een gouden veld.
Het wapenboek Armorial du Héraut Vermandois geeft omstreeks 1295 een beschrijving van het wapen van le roy de Nesse (een mythische stad in India), die volgens heraldici in werkelijkheid naar het Friese wapen verwijst: in azuur drie zilveren balken bezaaid met harten in dezelfde kleur (d'asur à iij bendes d'argent semé de coeurs de meismes). Een andere afbeelding van het Friese koningswapen – de Lord Marshal's Roll – toont drie zilveren bladeren in een blauw veld.
Het wapen werd waarschijnlijk tevens gebruikt voor wapengalerijen en plafondschilderingen waarop de wapenschilden van de legendarische zeventien (soms achttien) christelijke koningen stonden uitgebeeld. In dat lijstje kwam vaak de koning van Friesland voor. In ridderromans, chansons de gestes en pseudo-historische werken duiken de imaginaire koningen van Friesland al sinds het einde van de elfde eeuw onder verschillende namen op. De bekendste van hen waren Raimbaud (Radboud) en Gondebuef (Gondebald), die werden gerekend tot de strijdmakkers van Karel de Grote. De eerste wordt genoemd in het Chanson de Roland (ca. 1090), de tweede in de Historia Caroli Magni (ca. 1140). In Engeland beschouwde men de koning van Friesland als een van de dertig vazallen van koning Arthur. Zijn vermeende strijdkreet wordt in een Frans wapenlied beschreven:
C'est le hault puissant Roy de Frize
Qui a fait mainte noble emprise
Aymant Dieu son vray créateur
Et de sainct église l'aucteur
Vivant sans alcune reproche
Désirant acroistre sa force.
Frisse est son vray cri d'arme
Et le secours de Nostre Dame.
De oorsprong van de bovengenoemde heraldische elementen is niettemin onzeker. Denkbaar is dat specifieke kleuren en motieven al langer werden gebruikt door Friese kruisvaarders en militaire contingenten. Blauw was rond 1200 een toonaangevende heraldische modekleur, die vooral met kerkelijke symboliek werd geassocieerd. De blauwe vlag bestrooid met munten kan bovendien zijn ontleend aan Karolingische mozaïeken waarin de Friezen het verhaal van de Magnusvaan herkenden. In kerk van de heilige Susanna te Rome en in de eetzaal van het Lateraans Paleis was het blauwgroene vaandel van Karel de Grote te zien, hier bestrooid met zes rode rozen of lotusbloemen en gouden figuurtjes. In het Hoogduitse Gudrunlied uit het tweede kwart van de 13e eeuw fungeert het blauwe vaandel met de pompeblêden (sêbleter) als het wapenteken van de fictieve koning Herwig van Sêlande. De kleur van de bladeren is hier overigens niet aangegeven.
In de Karlamagnús saga (vertaald uit een Luiks voorbeeld van vóór 1240) figureert de Friese koning Reinbaldr friski met drie lansen waaraan witte veldtekens zijn bevestigd (þrjú spjót með hvítum merkjum), wat een verwijzing naar de drie witte schuinbalken kan zijn. Karel de Grote heeft hem deze vaandels geschonken. De schuinbalk keert ook terug in het wapen van Westergo, afgebeeld op een zegel uit 1313; 17e- en 18e-eeuwse weergaven gaan uit van een witte schuinbalk op een blauw veld.

#### ±1400
Vanaf het einde van de veertiende eeuw beschrijft men het Friese koningswapen als een blauw veld, beladen met drie zilveren schuinbalken en bezaaid met rode harten (semeez de cuers de gueles). Deze tekst in het Armorial d'Urfé (±1400) wordt door alle latere beschrijvingen overgenomen. De rode kleur van de harten is waarschijnlijk geïnspireerd door Scandinavische koningswapens; heraldisch gezien gaat het om een symbool dat tijdgenoten uitlegden als Seeblatt of søblad, oftewel het blad van de gele lis dan wel de witte waterlelie. Mogelijk hebben bekende afbeeldingen van het wapen van Magnus I van Zweden of een van diens opvolgers – met drie witte schuinbalken op een blauw veld bezaaid met rode waterleliebladeren – daarbij als voorbeeld gediend. De rode harten werden kennelijk geassocieerd met het koningschap. Ook in Noord-Duitsland stond hun gebruik in dienst van dynastieke claims: volgens een stadskroniek uit 1514 hadden de Saksische hertogen hun rode seeblede van Karel de Grote cadeau gekregen.

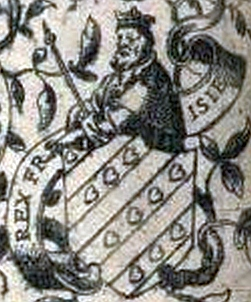
De koning van Friesland
Naar: Barthélemy de Chasseneuz, Catalogus Gloriae Mundi, Frankfurt am Main 1579

#### Vóór 1434
De oudste afbeelding van het Friese hartenwapen zijn die in het wapenboek van Charolais, wapenschout van hertog Filips de Goede, daterend uit de jaren tussen 1425 en 1434. Volgens het bijschrift gaat het om het wapen van le Roy de Frise oftewel Le Roy frison. Een 17e-eeuwse toelichting meldt dat dit het wapen betreft van "het oude Friesland, dat een koninkrijk schijnt te zijn geweest". Tien rode harten worden hier geplaatst op drie witte schuinbalken (3 : 4 : 3), een later toegevoegd wapen heeft twaalf harten. Elders in het handschrift wordt het hartenwapen van de legendarische Friese koning Gondebuef afgebeeld. Varianten met drie of vier witte schuinbalken en negen tot zestien harten komen later veelvuldig voor. Andere Franse wapenboeken projecteren de harten op de blauwe schuinbalken, zoals de wapenheraut van Berry (1454–1458) en het Armorial de la Mazarine (±1470). Dat doen later ook 17e-eeuwse Franse wapenboeken, die elf gouden harten op drie blauwe balken tekenen.

#### 1503
Het wapen van le roy de Frise wordt gedrukt in het wapenboek Blason des armes (Lyon 1503). De witte schuinbalken zijn hier veranderd in vier linkerschuinbalken (dus de andere kant oplopend) en het aantal harten of bladeren verhoogd naar elf, schuin geplaatst (dus haaks) op de schuinbalken 1 : 3 : 4 : 3. Dit voorbeeld wordt weer door andere wapenboeken overgenomen, zoals Barthélemy de Chasseneuz, Catalogus Gloriae mundi (1529), en duikt vanaf 1561 ook op in de genealogie van de Franse koningen, die zouden afstammen van Berthe de Frise. Deze variant vormt na 1577 de basis voor het Ommelander wapen.

#### 1555
Een Habsburgse variant met gewone schuinbalken (heraldisch gezien van rechts naar links), voorzien van een koningskroon en met het bijschrift Frise is te vinden in het manuscript Le très admirable Triumphe de la Noble Ordre de la Toison d'or van Jacques Le Boucq, wapenkoning van Karel V. Dit manuscript beschrijft een feest dat koning Filips II in 1555 in Antwerpen gaf. Het wapen van het koninkrijk Friesland, waar de keizer aanspraak op maakte, laat zich als volgt beschrijven: In blauw drie schuinbalken van zilver, de balken beladen met rode harten, geplaatst in de lengterichting van de balken 2, 3 en 2. Deze variant ligt aan de basis van het historische wapen dat tot voorbeeld voor de Friese vlag heeft gedoend.

### Ommelanden

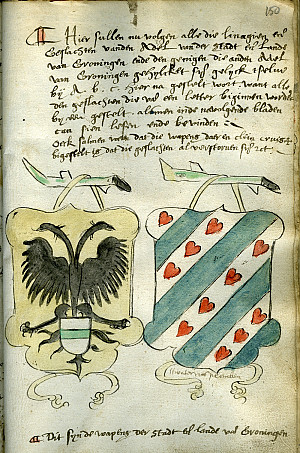
Wapens van Stad en Lande in het Lineageboeck van Regnerus van Solckema (c1590), het Ommelander Wapen met linkerschuinbalken en elf harten
(RHC Tresoar, Leeuwarden)

#### 1577–1594
In 1577 besloot de Statenvergadering van de Groninger Ommelanden tot het ontwerpen van een eigen wapen en zegel, dat uiterlijk twee jaar later in gebruik werd genomen. Dit nieuwe Ommelander wapen met vier linkerschuinbalken en elf harten (1 : 4 : 4 : 2) werd vooral toegepast op zegels en munten, maar kennelijk ook op vaandels afgebeeld. In februari 1581 veroverde de stedelijke militie bij een overval op Uithuizen het veendell met die 11 harten. Een deel van de Ommelander afgevaardigden had overigens bezwaar tegen de keuze van dit elffherten wapen, omdat het hun te veel aan de tirannie van de heidense koning Radboud en het tijdvak van de Vikingen herinnerde en daardoor onvoldoende afstand nam van het Habsburgse bewind. Niet voor niets waren de rode harten nog te zien in de wapens van de Scandinavische vorsten. De kerkhervormer Doede van Amsweer had het later desondanks over de elf herten mynes vaderlandes.
De kleurstelling en de vorm van het wapen zijn niet altijd duidelijk. De schuinbalken met de harten liggen soms dicht tegen elkaar aan, waardoor de blauwe schuinbalken vanwege plaatsgebrek zijn versmald tot strepen. Dit wapen van de elf herten mitten blauwen ende witten dwarsz balcken komt tevens voor als hartschild in het grootzegel van de Ommelanden uit 1579 en op het elf herten Secreet segel uit hetzelfde jaar. Hier wordt het omringd door de wapens van de vijf landschappen Hunsingo, Fivelingo, Humsterland, Langewold en Vredewold. Op deze zegelstempels wordt het wapen niet gespiegeld, waardoor zegelafdrukken gewone schuinbalken tonen. Het ingekleurde wapen wordt – samen met dat van de stad Groningen – ook afgebeeld in het Lineageboeck van de katholieke edelman Regnerus van Solckema, omstreeks 1590. Na 1594 komt het wapen nog uitsluitend voor als vrijstaand wapenschild; de afzonderlijke landschapswapens raakten in vergetelheid.

#### 1649–1804
In de jaren 1649 tot 1652, toen de Ommelanden zich tijdelijk van Groningen hadden losgemaakt, werden opnieuw enkele zegelstempels met het Ommelander wapen gemaakt. Zegelafdrukken zijn mogelijk niet bewaard gebleven. Het wapen bleef in gebruik bij de Staten van de Ommelanden, die tot 1804 in het Ommelanderhuis vergaderden.
De rode figuren werden aanvankelijk vormgegeven als heraldische harten, later liet men de vormgeving dikwijls in het midden. Verschillende auteurs betoogden dat het inderdaad om waterlelie- of leliebladeren (waterroosplomben, aldus Van Solckema) en niet om harten ging. Het "zijn geen herten / gelijck de gemeene erreur seyt; maer het zijn ... bladeren van water-lelien / water-rosen / die wy gemeenlijck noemen pompen-bladeren. Gelijck onse Friesche Coningen gevoert hebben", aldus Bernard Alting in 1648. Ook legde men de kleurstelling anders uit dan in Friesland, door ervan uit te gaan dat de waterleliebladeren tussen de blauwe balken op een witte ondergrond waren geplaatst. Henricus Hofsnider meldt in 1737: "Het wapen der Ommelanden zyn drie witte [lees: blauwe] Baeren, verkeerde Banden ofte Sloden, op een wit veld, lopende van de rechter naar de slinkerhand neerwaards, waar tusschen zijn erf roode Mier- ofte Pompebladen, eerst een, vier, vier, en twee gesteld, gelykende zeer wel na het wapen der oude Koningen van Friesland".

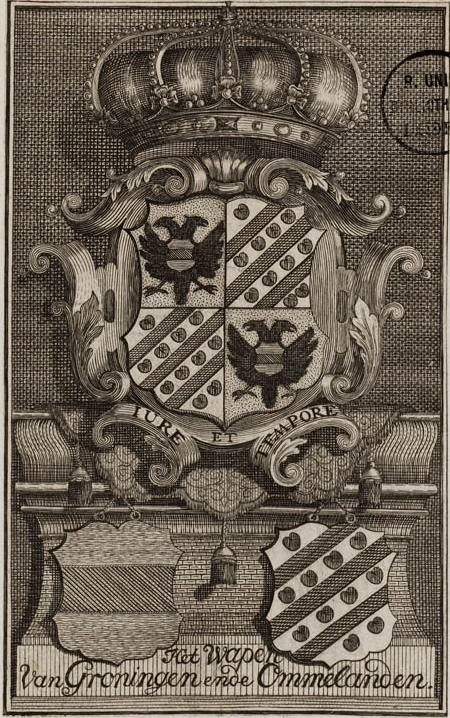
Het wapen van Groningen ende Ommelanden, 1743.
Collectie Rijksuniversiteit Leiden

De gangbare uitleg bij het zegel was dat de blauwe banen de drie geprivilegieerde zijlvesten lieten zien, terwijl de rode figuren stonden voor elf onderdistricten. Aan het einde van de 18e eeuw werd het wapen een uitdrukking van toenemend zelfbewustzijn van de plattelandsbewoners tegenover de stad Groningen; van 1787 tot 1811 stond het in de kop van de Ommelander Courant. Het 'Wapen van de Ommelanden' was tevens een bekende herberg in de Nieuwe Ebbingestraat te Groningen. De patriotten vergaderden in de Ommelander Sociëteit te Appingedam, waar dit wapen tot uithangbord diende. Tegelijkertijd ontstond opnieuw twijfel over de betekenis van het Ommelander wapen. Jacobus de Rhoer betoogde als eerste in dat het wel degelijk om harten ging. Sindsdien benadrukt men de verschillen met het middeleeuwse Friese wapen.

#### 1837
In de 19e eeuw raakte het Ommelander wapen min of meer in vergetelheid. Wel bleef het in gebruik bij het bittergenootschap 'Omlandia', opgericht in 1837 als een onderdeel van het studentencorps Vindicat atque Polit. Bij het honderdjarige jubileum van het genootschap in 1937 onthulde men een gedenksteen, die het Ommelander wapen met elf heraldische harten toont. Hetzelfde genootschap was vermoedelijk ook verantwoordelijk voor de introductie van de Ommelander vlag omstreeks 1900.

#### 1967–1995
In 1967 keerde het Ommelander wapen terug in het wapen van het dijkwaterschap Ommelanderzeedijk, nu met een zwarte zoom en een gouden schildrand. Na een fusie in 1987 kreeg het wapen een goude schildrand. Het waterschap ging in 1995 op in de waterschappen Noorderzijlvest en Hunze en Aa's. Noorderzijlvest nam twee harten over zijn eigen wapen.
Het Ommelander wapen werd een tijdlang gebruikt op frankeerzegels van de firma Streekpost 't Hogeland.

### Provincie Groningen

#### 1598
Bij traktaat van 23 juli 1594 werden Groningen (stad) en de Ommelanden samengevoegd. Niet lang daarna moet het nieuwe provinciewapen van het gewest Stad en Lande zijn ontstaan. Het komt voor het eerst voor op een zegel aan een akte van 24 april 1598. Het wapen kan worden omschreven als "gevierendeeld: I en IV (stad Groningen), in zilver een groene balk; II en III, het Ommelander wapen, nu van zilver met drie blauwe linkerschuinbalken en de elf rode harten, geplaatst 1 : 4 : 5 : 1". De rode 'harten' werden doorgaans weergegeven als harten in de heraldiek. Latere zegelstempels zijn minder expliciet en laten in het midden of het gaat om harten dan wel om de traditionele waterleliebladeren of Seeblätter.
Na de omwenteling van 1795 blijft het Ommelander wapen deel uitmaken van het wapen van de provincie Groningen. Van 1805 tot 1811 komt het voor op het zegel van het 'departement Stad en Lande van Groningen'. Na de Franse tijd wordt in 1814 het oorspronkelijke provinciewapen weer in gebruik genomen.

#### 1947
Pas bij Koninklijk Besluit van 30 december 1947, nr. 21 wordt het Groninger provinciewapen officieel bevestigd. Het heeft dan de volgende beschrijving:
Gevierendeeld: I en IV, in goud een dubbele adelaar van sabel, dragende op zijn borst een schildje van zilver, beladen met een dwarsbalk van sinopel; II en III, in zilver drie linker schuinbalken van azuur, vergezeld van elf schuin geplaatste harten van keel 1, 4, 4, 2. Het schild gedekt met een gouden kroon van vijf bladeren en vier paarlen en ter wederzijde gehouden door een leeuw van goud.

### Friesland

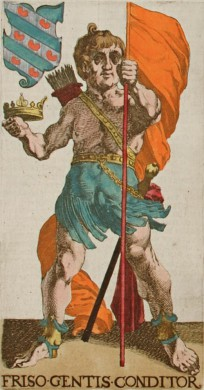
Prins Friso met het wapen van het koninkrijk Friesland en het Friese vrijheidsvaandel
Uit: Pier Winsemius, Chroniqve van Friesland (1622). Houtsnede door Simon Frisius. RHC Tresoar, Leeuwarden

#### 1590–1622
De katholieke en koningsgezinde auteur Suffridus Petrus beschrijft het Friese wapen met drie zilveren schuinbalken, waartussen zeven rode waterleliebladeren tussen de schuinbalken (dus op het blauwe veld), 3 : 4. Het Friese wapen verschijnt vervolgens in meerdere varianten in de genealogie van de Friese koningen die Martin Hamconius in 1609, 1617 en 1620 publiceert. De kleuren laat deze echter aansluiten bij die van het Ommelander wapen: seven roode pompe bladeren, ghestelt in drie silveren balcken, schaen [schuin] ghetrocken door een blauw velt. Prins Friso en geeft hij een wapen met drie schuinbalken en zeven harten (2 : 3 : 2), diens opvolgers soms een wapen met een, twee of drie harten. Nadat deze koningen ook West-Friesland erbij hadden gekregen, gebruikten ze volgens hem een wapen met vier linkerschuinbalken en elf harten (1 : 3 : 4 : 3). De hertogen van West-Friesland hadden daarentegen een wapen met één blauwe schuinbalk en vier harten en de latere potestaten van Friesland het bekende wapen met de twee leeuwen. De drie schuinbalken zouden volgens hem drie waterstromen symboliseren. Ook Pier Winsemius neemt dit over in zijn Chroniqve van Friesland uit 1622; in het handmatig ingekleurde exemplaar dat Tresoar bewaart is opnieuw de blasoenering van het Ommelander wapen overgenomen. Johannes Hillarides, rector te Dokkum, stelt ten slotte in it aade Friesche terp uit 1677: "En uit dat broekachtige en waterige land, schynt het, dat zy het oude Friesche Wapen hebben genomen, hetwelk bestond uit 7 Plompen, beteekenende de 7 Waterlanden, op 3 Zilveren balken, in een Blaauw veld. Gelijk die Plompen noch hedendaags in 't Wapen van Groningen te zien zyn. Hoewel de onwetende teekenaars daar nu 3 Herten van maken."
Afbeeldingen van dit oude Friese wapen zijn zeldzaam en berusten in sommige gevallen op latere falsificaties. Niettemin zijn er aanwijzingen dat het wel degelijk werd gebruikt. Van Lennep en Ter Gouw vertellen dat er "een wezentlijk verschil" was tussen herbergen met 't Wapen van Friesland en die met 't Friesche Wapen op hun uithangbord, want "beiden waren konkurrenten, die telkens hun klanten verzochten, wel op 't onderscheid te letten". In Amsterdam kwamen beide namen al in de 17e eeuw naast elkaar voor, in Leeuwarden ten minste sinds 1843.

#### 1830
Het was het bovenstaande wapen "met drie baren en zeven roode plompenbladen", dat het Friesch Genootschap in 1830 tot het zijne maakte en dat later ten grondslag kwam te liggen aan de vlag van Friesland. Deze nieuwe Friese vlag raakte omstreeks 1890 in zwang.

#### 1984
Het oude Friese wapen kreeg in 1984 een plek in het wapen van het Zeewerende Waterschap Friesland, nu met een gedeelde schildzoom in blauw en goud. Het wapen ging werd in 1997 overgenomen door het nieuwe Waterschap Friesland, dat vervolgens in 2004 overging in het Wetterskip Fryslân. Met het oog op de voor handen zijnde fusie werd de blazoenering in 2003 verduidelijkt. Binnen de Hoge Raad van Adel bestonden aanvankelijk weerstanden tegen het wapen, dat sterk leek op het wapen van het waterschap Ommelanderzeedijk.

## Geschiedenis: leeuwenwapens

### Middeleeuwen

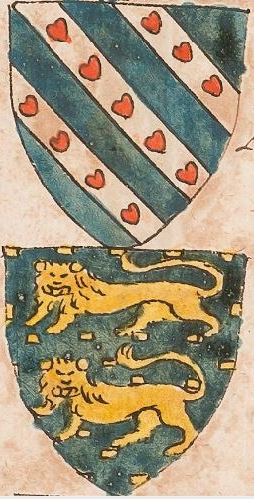
Wapen van het oude koninkrijk Friesland en van de heerlijkheid Friesland, 1658 (naar oudere voorbeelden).
(Armorial dit Charolais, Parijs: Bibliothèque de l'Arsenal)

De oorsprong van het Friese leeuwen- of luipaardenwapen ligt in het duister. Jancko Douwama bericht omstreeks 1520 over de sage dat Radboud zijn wapen met twee leeuwen uit handen van de koning van Denemarken zou hebben ontvangen, als een heraldische vermindering van het Deense wapen met drie (en eerder naar verluidt vijf) leeuwen. Model hiervoor stond mogelijk het wapen van het hertogdom Sleeswijk met twee leeuwen. Later meende men wel dat de Friezen het leeuwenwapen van Karel de Grote hadden gekregen, in tegenstelling tot hun eigen wapen. Het blauwe veld stond bovendien in contrast met de leeuwenwapen van het hertogdom Saksen, die vanuit het Friese perspectief eerder een feodale context suggereerde.
Het lijkt erop dat het Friese leeuwenwapen aanvankelijk de betekenis had van een grafelijk wapen, ter onderscheiding van het koninklijke wapen met de schuinbalken en rode harten. Het is niet ondenkbaar dat de Hollandse graven zich na verovering van West-Friesland in 1289 bestaande heraldische symbolen hebben toegeëigend. Desalniettemin noemden de Hollandse graven zich al veel langer graven van Friesland.
De Hollandse aanspraken op Westerlauwers Friesland vererfden op de graven van Henegouwen en de hertogen van Bourgondië. Dit uitte zich in fascinatie met het Friese verleden, met name in vorm van wandtapijten, ridderromans, historische kronieken en heraldische symbolen. De bronnen daarvoor waren divers.
Een invloedrijke auteur die historische en heraldische mythen op de kaart zette, was Jean d'Outremeuse (1338–1399) uit Luik. Hij besteedde vooral aandacht aan de legendarische koningen van Friesland, waartoe hij ook Ogier van Denemarken rekende.

#### 1385
In het Libro del Conosçimiento de todos los rregnos (Boek van Kennis van alle Koninkrijken) wordt het wapen van de Friese koning op dezelfde wijze afgebeeld als dat van de koning van Denemarken. Het gaat hier om een wapenschild met drie gaande en aanziende leeuwen in zwart op een gouden veld met het bijschrift el rey de Frisia (de koning van Friesland). Op portolaankaarten is het Friese wapen tot dusverre niet aangetroffen.

#### 1404–1409
Het wapen met de beide leeuwen wordt voor het eerst afgebeeld in de Hollantsche Cronike van Claes Heynensoon, de bekende Heraut van Beieren die eerder in Gelderse dienst had gestaan. Het gaat om twee gaande en aanziende leeuwen op een blauw veld, dat met zilveren penningen of bezanten is bezaaid. Als bijschrift staat vermeld: Raboldus der Vriensen coninc. Het mag overigens duidelijk zijn dat Radboud dit wapen nooit heeft gekend, daar hij reeds in 719 was overleden, ver voor de ontwikkeling van de heraldiek. Het sluit eerder aan bij de ambities die graaf Willem VI had om zijn macht in de Friese gewesten verder uit te bouwen. De penningen zijn misschien ontleend aan de zilveren harten of bladeren, waarvan in de oudste beschrijvingen van het koningswapen sprake is. De historica Jeanne Verbij-Schillings gist dat het wapen door Claes Heynensoon is ontworpen naar analogie met het Engelse koningswapen. Maar ook het Deense koningswapen werd rond 1400 afgebeeld met ftir aanziende leeuwen op een blauw veld, bezaaid met van rode harten.

#### 1430
Omstreeks deze tijd duikt een nieuwe variant van het wapen op, die door hertog Filips de Goede van Bourgondië wordt gebruikt om – als opvolger van de graaf van Holland – zijn titel als Heer van Friesland te onderbouwen. Het wapenboek van diens wapenschout Charolais (bewaard in een 17e-eeuwse kopie) toont beide Friese wapens, zowel het oude koningswapen met de schuinbalken en de harten als het grafelijke wapen met twee aanziende leeuwen, maar hier op een veld bezaaid met gouden blokjes. Op het titelblad van Le champion des dames uit 1440 laat de hertog zich omringen door de wapens van zestien gewesten, waaronder Friesland; het bijschrift noemt hem Seigneur de Frise. De blokjes zijn volgens de heraldicus Hubert de Vries wellicht een verwijzing naar het Gelderse wapen en de gebiedsaanspraken die daaraan vanouds verbonden waren.

#### 1440
Kort daarna moet aan het Bourgondische hof het wapenboek Lyncenich zijn ontstaan. Hierin staat opnieuw het leeuwenwapen, maar nu met de titel coninc van Vrieslant. In het blauwe schild staan twee gouden, aanziende leeuwen in een veld bezaaid met zilveren penningen. De blasoenering is kennelijk afgeleid van het wapen in de Hollandse Kroniek, die zich eerder in de bibliotheek van Willem VI bevond en inmiddels in het bezit van de hertog was gekomen. Dit alles paste vermoedelijk in het Bourgondische plan om een koningstitel te verwerven. Tevergeefs probeerde wapenkoning Hendrik van Heessel in 1447 de keizer te overtuigen de hertog tot koning van Friesland te kronen. Het Wapenboek Gorrevod bevat een deel met wapens van steden en vrijheden van de Bourgondische Nederlanden, ontstaan 1435-1450. Hierin komt hetzelfde Friese koningswapen voor inclusief een helm met gouden kroon en als helmteken een gouden leeuw.
Het beoogde koningswapen duikt daarna al snel in andere wapenboeken op, zoals Bergshammar en later dat van Nicolas de Lutzelbourg (beide voorzien van een koningskroon als helmteken). Het sierde kostbare manuscripten, zoals het Remissorium Philippi van Pieter van Beoostenzweene en de Gestes de Girart de Roussillon van Jean Wauquelin, die beide in 1450 werden voltooid. Uit het midden van de 15e eeuw dateert verder een afbeelding van een vaandel dat de West-Friezen zouden hebben gebruikt ten tijde van de Slag bij Hoogwoud in 1256. Deze komt voor in een afschrift van de Brabantse Yeesten, een manuscript dat op grond van de afgebeelde kleding gedateerd wordt op de jaren 1440 tot 1450. Het vaandel of de banier is blauw met twee gaande, aanziende gele leeuwen en het veld bezaaid met witte penningen.
Het wapen van Friesland met de twee leeuwen is tevens te vinden op een prent in 1468, gedrukt ter gelegenheid van het huwelijk van Karel de Stoute met Margaretha van York. Voor het laatst komt dit officiële wapen voor in een krijgsverordening van de hertog uit 1473. De hertogen benoemden weliswaar functionarissen die hun Friese claims moesten ondersteunen, zoals een zekere Gilles Gobet, die als 'wapenkoning van Friesland' optrad. Maar de Bourgondische veroveringsplannen riepen veel tegenkrachten op, zodat ze uiteindelijk op een laag pitje kwamen te staan.

#### 1460
In Nederland en Duitsland speelt het leeuwenwapen, anders dan in Frankrijk, al snel een grote rol, al dan niet in combinatie met hartenwapens. We zien dit bijvoorbeeld in het Wapenboek van Gorrevod (1435-1460), in de Kattendijke-kroniek uit 1491 en het Thurnierbuch van Georg Rüxner uit 1530, waar het Friese hartenwapen een van de kwartieren vormt uit het fictieve wapen van graaf Floris III van Holland (ov. 1190). Het Universeel Wapenboek van de baron van Ingelmunster uit 1558 bevatte zelfs vijf Friese wapens: behalve het leeuwenwapen met de penningen van het koninkrijk Friesland (basse Frise) ook twee hartenwapens uit de tijd vóór koning Radboud en twee leeuwenwapens zonder penningen voor het graafschap Friesland. De verdubbeling is een aanwijzing dat men Friesland ten oosten van het Vlie (haute Frise) en West-Friesland (basse Frise) inmiddels ook in de heraldiek als twee afzonderlijke streken beschouwde.
Aan het Bourgondische hof grijpt men intussen terug op het ontwerp met de gouden blokjes. Dat is zowel te zien op een portret van Maria van Bourgondië (1457-1482) door de Brugse kroniekschrijver Anthonis de Roovere, als in een staatsieportret van Margaretha van Oostenrijk, de dochter van aartshertog Maximiliaan I, dat is vervaardigd in de jaren 1493–1495.

### Provincie Fryslân

#### 1499
Na de verovering van Westerlauwers Friesland in 1498 komt een nieuw wapen voor de heerlijkheid in zwang. Het is een variant op het oude landsheerlijke wapen met de (aanziende) leeuwen. De penningen zijn vervangen door onbepaald aantal gouden (staande) blokjes, waarmee het veld 'bezaaid' wordt.
De eerste beschrijving van het nieuwe provinciewapen dateert uit 1499, een jaar nadat Albrecht van Saksen Friesland in bezit heeft genomen: ein plaber schild, darynn ob einander zwin gelb leo met iren aufgeworffen swentzen zum ganz geschickt; underhalb und oberhalb der berurten leo in demselben schilde ausgesprayet gelbe spene (een blauw schild, daarom twee gele leeuwen boven elkaar, hun staarten opgestoken; het veld rondom hen bestrooid met gele blokjes of dakspanen). Zo wordt het wapen ook afgebeeld op de grote kaart die Jacob van Deventer in 1545 van de noordelijke provincies maakte (herdrukt in 1559) en op de gedrukte kaart van zijn collega Sebastian Münster (na 1550).

#### ±1556
Onder Filips II wordt het wapen nog enigszins veranderd. Het aantal blokjes wordt teruggebracht tot zeven, liggend geplaatst in de verdeling 2 : 2 : 3. De plaatsing van de blokjes in het schild wisselt soms. Zo blijft het wapen van het gewest, later de provincie Friesland er daarna in grote lijnen uitzien.
De symbolen van het oude koninkrijk Friesland keerden zodoende niet alleen terug op de munten van het Habsburgse bewind, maar ook op de munten die de Staten van Friesland lieten slaan, concludeerde de Friese landshistoricus Suffridus Petrus in 1593.

#### 1958
Bij Koninklijk Besluit van 11 februari 1958, nr. 18 werd het huidige wapen vastgesteld.
(zie boven)

### West-Friesland

#### ±1583–1798
Na de afzwering van Filips II nemen Staten van West-Friesland het bestuur in eigen hand. Tijdens het bewind van Frans van Anjou (1582–1584) wordt het oude wapen van Friesland aangepast door het aantal gouden blokjes terug te brengen naar vijf en deze zilver te kleuren. Daardoor wordt het verschil met het wapen van Westerlauwers Friesland benadrukt. In de loop van de achttiende eeuw worden de blokjes opnieuw van goud. Tot de opheffing van de Gecommitteerde Raden van Westfriesland en het Noorderkwartier in 1795 is deze wapencompositie in diverse varianten in gebruik gebleven. Dit gebeurde onder andere op gevelstenen, kaarten, munten (veelal met het opschrift Westfrisiæ), zegels en op de grote Caerte van Noorthollant, die Joost Jansz. Bilhamer in 1575 ontwierp en die in 1608 voor het eerst werd gedrukt. Belastingstempels met het wapen bleven in gebruik tot 1806.

#### 1907
Na de splitsing van Holland in Noord- en Zuid-Holland in 1840 werd in Noord-Holland aanvankelijk nog het Hollandse wapen met de rode leeuw gebruikt. Een nieuw wapen voor deze provincie werd vastgesteld bij KB van 23 mei 1907, nr. 43. De beschrijving luidt:
Gedeeld; I. in goud een leeuw van keel, getongd en genageld van azuur (Holland);II. in azuur, bezaaid met liggende gouden blokjes, twee gaande en aanziende leeuwen van hetzelfde, boven elkaar geplaatst (West-Friesland); het schild gedekt met een vijfbladige gouden kroon.

## Wapens met rijksadelaar of keizerskroon
Wapens met de rijksadelaar dan wel met de (halve) Friese adelaar symboliseren vooral de Friese Vrijheidtradities en het Karelsprivilege, dat ooit door keizer Karel zou zijn verleend. Al op het zegel van Wonseradeel uit de tweede helft van 13e eeuw staat de Friese vrijheidsheld Magnus afgebeeld met een adelaar op zijn wapenschild. 
Het Karelsprivielge uit het begin van de 14e eeuw bericht dat de Friezen de keizerlijke kroon op hun wapenschilden mochten schilderden "als teken van hun vrijheid". 
Nadat Duitse koning Sigismund het Karelsprivilege in 1417 had bevestigd, verscheen de adelaar steeds vaker op stads- en streekwapens. Het oudste voorbeeld is het zegel van het Saterland uit 1400, dat Karel de Grote afbeeldt met een wapenschild dat de dubbelkoppige adelaar toont. Bij zijn kroning tot keizer van het Heilige Roomse Rijk in 1433 verkoos Sigismund de dubbelkoppige adelaar als wapen, hetgeen daarna als symbool van de koninklijke macht ging gelden. Dit had ook zijn weerslag op de Friese wapens.
De stad Sneek, waar het vrijheidsprivilege werd bewaard koos in 1422 voor een gedeeld wapen, waarin behalve de Friese adelaar tevens drie kronen fungeerden. Deze gouden kronen (doorgaans in een blauw veld) speelden een belangrijke rol in de heraldische traditie, met name in Scandinavische wapens. Het fictieve wapen van koning Arthur (en soms ook dat van Karel de Grote) werd sinds de 13e eeuw op deze manier afgebeeld, met name in de populaire voorstelling van de Neghen besten. Drie kronden sieren eveneens het fictieve wapen van Edmund de Martelaar, koning van East-Anglia, die in 869 door de Vikingen zou zijn vermoord. Een of meer kronen duiken op in het fictieve wapen van Siegfried van Niderlant, de held uit het middelhoogduitse Nibelungenlied, die ten strijde trekt tegen hertog Liudeger van Saksen. Ook aan koning Magnus I van Zweden, die als een van de drie rechtvaardigste vorsten uit de geschiedenis werd voorgesteld, werd soms met terugwerkende kracht dit wapen toegeschreven; de drie kronen werden in de loop van de 14e eeuw opgenomen in het Zweedse rijkswapen. Mogelijk speelden daarnaast kerkelijke tradities een rol: als symbool voor de heilige Driekoningen waren de drie kronen sinds het begin van de 13e eeuw te vinden in het wapen van vrije stad Keulen, de zetel van het gelijknamige aartsbisdom, waar Friesland onder viel. Op een van de prenten die Pieter Feddes van Harlingen rond 1620 over de Friese geschiedenis maakte, heeft ook Magnus Forteman een wapen met de Friese adelaar en een kroon.
De stad Workum koos in 1420 voor een Friese adelaar met drie Franse lelies, sinds het einde van de 13e eeuw de meest gebruikelijke weergave van het wapen van Karel de Grote. De dubbelkoppige adelaar duikt op in het wapen van de stad Groningen, die zichzelf als hoofdstad van de Friese kustgewesten beschouwde, verder in de wapenzegels van Fivelgo, Oostergo en de stad Bolsward. De rijksadelaar komt bovendien voor op veel Friese en Groningse munten uit deze periode. Na 1498 heeft het adelaarswapen in Friesland geen politieke betekenis meer, maar blijft de Friese adelaar wel in zwang als identiteitssymbool.

### Orde van de Koningskroon

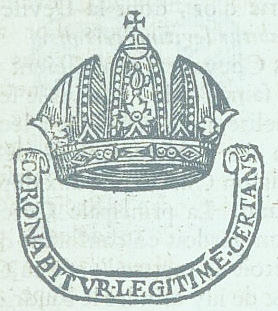
Friese koningskroon
Naar Jean Hernant, Histoire des religions ou ordres militaires de l'Eglise, Rouen 1698

De historische constructies van Suffridus Petrus en Martinus Hamconius leidden ook tot het ontwerpen van een (fictieve) Friese ridderorde, die door Karel de Grote zou zijn gesticht: de Orde van de Friese Ridders of Orde van de Koningskroon.